# Domitila García de Coronado
Domitila García Doménico de Coronado (Camagüey, 7 de mayo de 1847 - La Habana, 1938) fue una escritora, periodista, editora y profesora cubana, considerada como la primera mujer en practicar el periodismo en su país.
El 17 de mayo de 1891 fundó la Academia de Mujeres Tipógrafas. Fundó y redactó varias publicaciones, entre ellas los periódicos La Antorcha y El Céfiro junto a Sofía Estévez (1848-1901); además, fue redactora de La Mujer —junto a Aída Peláez de Villa Urrutia e Isabel Margarita Ordetx—. Por otro lado, publicó la primera antología de escritoras cubanas en 1868 que se tituló Álbum poético fotográfico de escritoras cubanas.